# Wörterbuch der ägyptischen Sprache

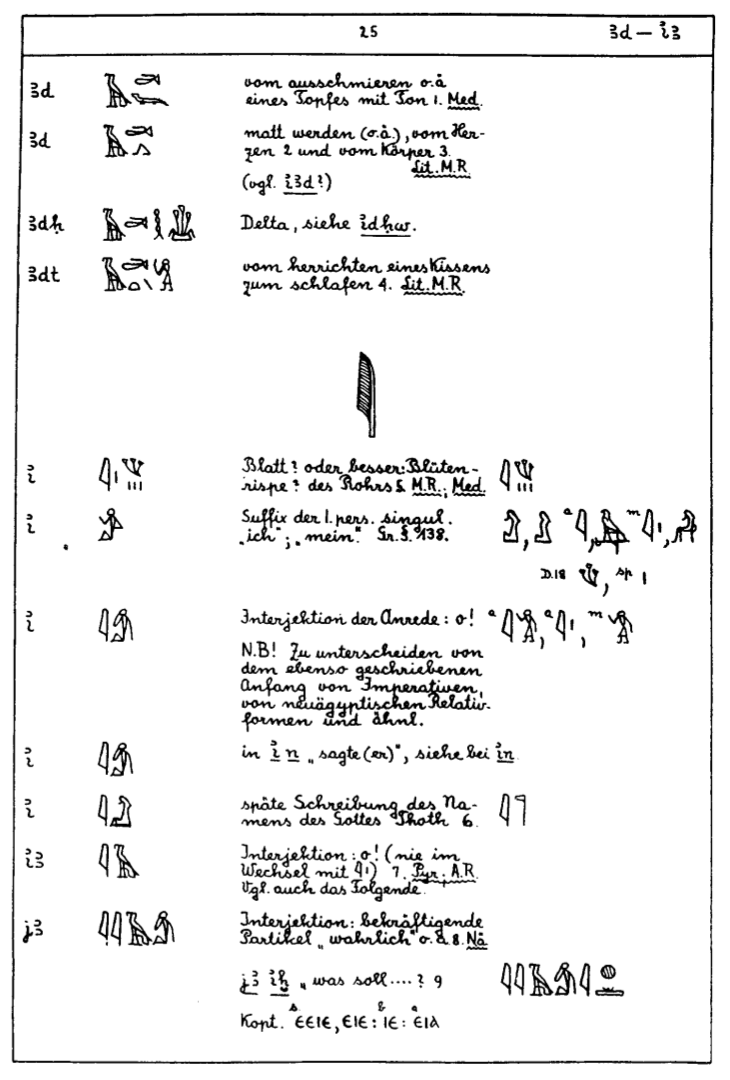
Wörterbuch, volume, page 25

Le Wörterbuch der ägyptischen Sprache (en français dictionnaire de la langue égyptienne) est un dictionnaire, édité par Adolf Erman et Hermann Grapow, comprenant l'ancien égyptien, le moyen égyptien et le néo-égyptien, ainsi que les inscriptions hiéroglyphes de l'époque gréco-romaine d’Égypte. L'ouvrage a été élaboré, entre 1897 et 1961, principalement à l'ancienne Académie royale des sciences de Prusse à Berlin. C'est pourquoi il est aussi désigné sous le vocable « Berliner Wörterbuch »  (dictionnaire berlinois). 
Le dictionnaire comprend environ 16 000 entrées. Il est composé de cinq volumes principaux, de deux volumes formant un lexique allemand-égyptien, et de cinq volumes de références. Il constitue actuellement le dictionnaire imprimé le plus complet de l'égyptien.

## Genèse
Le projet de dictionnaire doit sa naissance à Adolf Erman en 1897. Il a été soutenu par l'empereur Guillaume II qui lui accorde une subvention de 120 000 Reichsmarks. Le projet était dirigé par une commission élue par les académies de Berlin, Göttinge, Leipzig et Munich. Pour saisir les mots et leur références, les sources égyptiennes sont systématiquement mises en fiches pour chaque terme. Entre 1898 et 1914, les textes qui ne sont  pas ou sont incomplètement publiés sont relevés directement en Égypte même ou dans des musées européens, et mis en fiches. Durant cette période, les inscriptions de Basse-Nubie, menacées par la construction du barrage d'Assouan de 1902 sont sauvées. En 1906, Adolf Erman et Kurt Sethe débutent l'élaboration du manuscrit. Il apparaît vite que la présentation initialement prévue, qui consiste à inclure fiches des contextes avec les mots dans l'ouvrage, demanderait trop de place. C'est pourquoi les éditeurs conviennent de reléguer les références dans des volumes annexes.
Durant la Première Guerre mondiale, la préparation des fiches est interrompue. Mais le nombre de fiches s'était accru jusqu'à 1 374 806 en 1918.

## Achèvement
En 1921, Erman et Grapow publient un livre d'étape, intitulé Ægyptisches Handwörterbuch (Lexique de l'égyptien). L'édition en cinq volumes débute à partir de 1926 et s'étend jusqu'en 1931. Elle est financée par John Davison Rockefeller Junior et calligraphiée par l'égyptologue danois Wolja Erichsen. Ensuite sont élaborés les volumes de références. Le premier volume de cette série paraît en 1935, le deuxième en 1940; le travail est totalement interrompu entre 1943 et 1945. Les trois derniers volumes de références sont présentés en 1951 et 1953. En 1950 paraît, en tant que volume VI,  un lexique allemand-égyptien (par ordre alphabétique, et par matière) ainsi qu'un index des mots sémitiques, grecs et coptes des volumes principaux. En 1961 suit le volume VII avec un lexique inversé. Ceci achève l’œuvre après soixante-quatre années.

## Développement
Toutefois, depuis l'achèvement de l'établissement de fiches, le nombre de textes connus s'est considérablement accru, et même les textes déjà connus à l'époque n'ont pas toujours pu être exploités entièrement. Ceci rendait de plus en plus urgente une nouvelle édition. Celle-ci est réalisée sous la forme d'un thésaurus accessible en ligne, appelé Thesaurus Linguae Aegyptiae, et conçu comme un vaste projet de coopération de plusieurs académies de sciences. Actuellement, environ 900 000 termes sont saisis, ce qui correspond aux deux tiers du volume du Wörterbuch. Les fiches elles-mêmes, au nombre d'environ 1,5 million, ont été numérisées en 1997 et 1998 dans leur totalité.